# Heinrich II. (Oldenburg)
Heinrich II. von Oldenburg († 1197 bei Caesarea) war ab 1167 Graf von Wildeshausen. Seine Eltern waren Heinrich I. von Oldenburg, der Begründer der Wildeshausener Linie des Oldenburger Grafenhauses und Salome von Geldern-Zütphen, die Tochter von Graf Gerhard II.
1167 folgte Heinrich II. seinem Vater in der Regierung. Er unterwarf sich Heinrich dem Löwen und wurde herzoglicher Verwalter für die verjagten Vettern in Oldenburg und Vogt des Familienklosters Rastede.
Heinrich befehdete Friesen und Nachbarn und nahm zusammen mit den Brüdern seiner Frau im Heer des Kaisers Friedrich Barbarossa am Dritten Kreuzzug teil, von dem er 1192 zurückkehrte. Er begleitete ab 1197 Hartwig II. von Bremen auf den Kreuzzug Heinrichs VI., der ihn wiederum ins Heilige Land führte. Auf diesem Kreuzzug starb er 1197 bei Caesarea Maritima.

## Ehe und Kinder
Er heiratete Beatrix von Loccum-Hallermund, Tochter des Grafen Wilbrand I. von Loccum-Hallermund. Mit ihr hatte er folgende Kinder:
- Heinrich III. (⚔ 27. Mai 1234), Graf von Wildeshausen und Bruchhausen ⚭ Ermtrud von Schoten-Breda, Tochter des Grafen Heinrich II. von Breda
- Wilbrand († 1233), Bischof von Paderborn (1211–1233) und Utrecht (1227–1233)
- Egilmar († 1217 im Heiligen Land), Domherr zu Münster und Propst von Friesland
- Burchard (⚔ 6. Juli 1233), Graf von Wildeshausen und Bruchhausen ⚭ Kunigunde von Schoten-Breda, Tochter des Grafen Heinrich II. von Breda. Er war Graf von Wildeshausen von 1199 bis 1233.